# Danilo Anderson
Danilo Baltasar Anderson (Caracas, 29 de octubre de 1966-Ibidem, 18 de noviembre de 2004) fue un abogado y jurista venezolano. Se desempeñó como fiscal del Ministerio Público de Venezuela que actuó como cabeza de la investigación a más de 400 personas acusadas de crímenes durante los sucesos de Puente Llaguno y el fallido golpe de Estado de abril de 2002 cuando fue asesinado a los 38 años en un atentado con un explosivo en su vehículo, en el primer acto terrorista en Venezuela en décadas.

## Biografía
Danilo Anderson nació en Caracas, y terminó la carrera de Derecho en la Universidad Central de Venezuela en 1995, especializándose más tarde en criminología y leyes ambientales. Trabajó para varios bufetes de abogados y fue fiscal tributario entre 1993 y 2000. Fue el primer funcionario en abrir un caso de delitos ambientales ocurridos en Caracas. Según El Nacional, Anderson se describió a sí mismo como un izquierdista radical.
En el 2000 ingresó al Ministerio Público como fiscal Auxiliar en el estado Sucre y ese mismo año fue nombrado Fiscal 5° y 4°  Nacional con competencia ambiental, momento a partir del cual se volvió un fiscal de alto perfil que participó a menudo en juicios políticos. Llevó a cabo acciones penales por derrames petroleros en el año 2002 y cierres preventivos del Parque Nacional El Ávila. Tras el fracaso del golpe de Estado en Venezuela de 2002, investigó los sucesos de Puente Llaguno y el asalto a la Embajada de Cuba en Caracas, junto con los firmantes del Acta de Constitución del Gobierno de Transición Democrática y Unidad Nacional. Anderson recibió acusaciones de extorsionar a quienes amenazó con procesar para que se retiraran los cargos. El 13 de abril de 2002 gestionó el restablecimiento a la señal del canal Venezolana de Televisión.
En 2004 se desempeñó como profesor del Instituto de Policía Científica. También cursaba estudios de posgrado, de cuyas clases acababa de salir cuando fue asesinado.

## Muerte
El fiscal Anderson fue asesinado en la urbanización Los Chaguaramos de Caracas, mientras conducía a su casa desde la universidad en donde tomaba clases de postgrado. Fue asesinado cuando estalló un aparato contentivo de un explosivo plástico C-4 colocado debajo del asiento del conductor de su Toyota Autana. Se cree que el C-4 fue activado desde un teléfono celular. Los testigos dicen que oyeron dos explosiones ruidosas y cuando observaron el vehículo este ya se encontraba en llamas, a punto de impactar en contra de un edificio cercano.
Su asesinato conmocionó a la opinión pública venezolana a través de su espectro político, y recibió el repudio tanto del chavismo como de la oposición y de la Iglesia Católica, resonando en la prensa nacional e internacional.

### Investigaciones

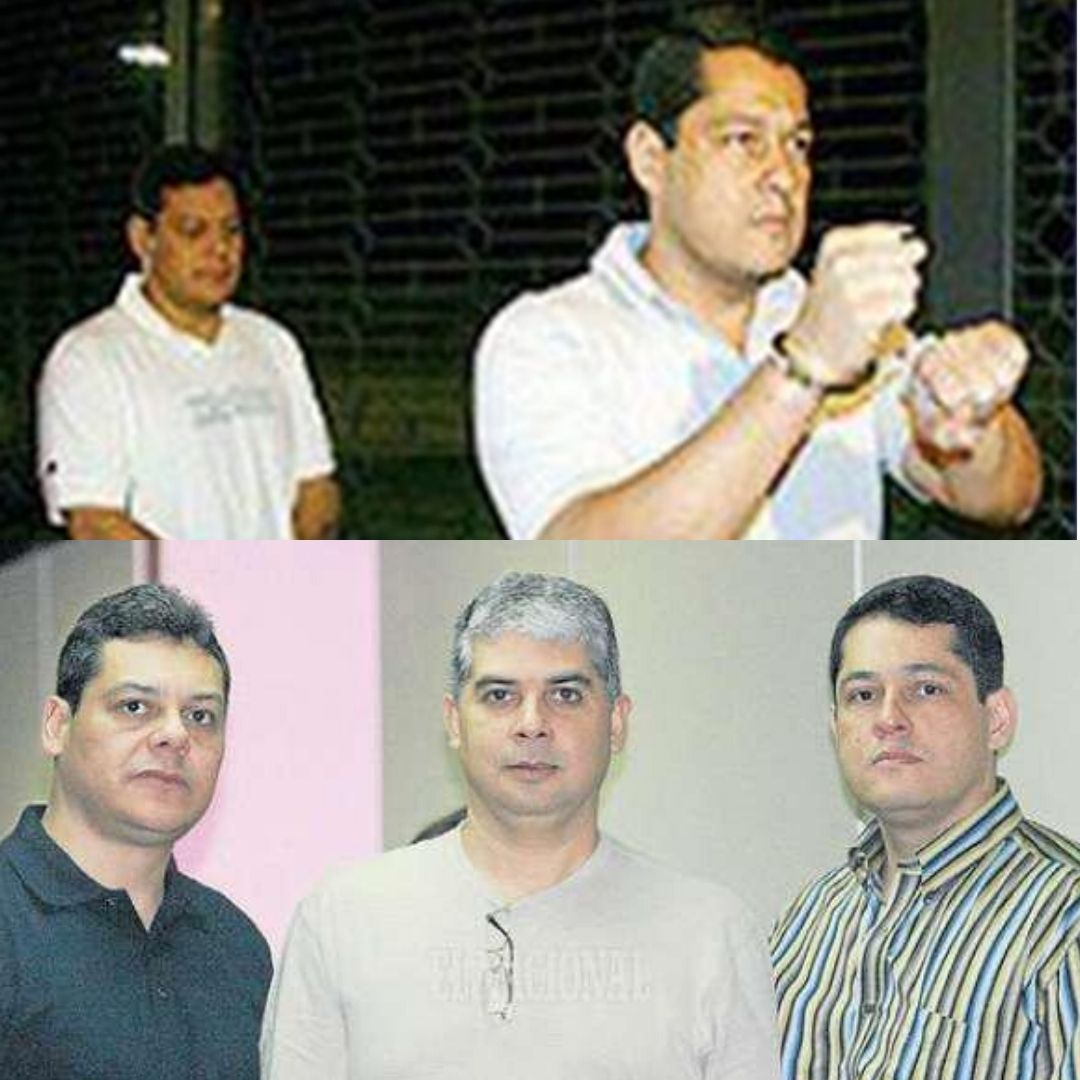
Arriba: Detención de Otoniel Guevara Pérez y Rolando Guevara Pérez. Abajo: Otoniel, Juan y Rolando Guevara durante su juicio.

Después del asesinato, las autoridades venezolanas iniciaron una investigación de alto nivel que identificó a dos exagentes de policía que supuestamente estaban estrechamente comprometidos con el complot homicida, Otoniel y Rolando Guevara. Fueron detenidos el 26 de noviembre de 2004 y acusados de homicidio calificado. El mismo día que los hermanos Guevara fueron detenidos, otros dos sospechosos en el caso, el abogado Antonio López Castillo y el exagente de policía Juan Carlos Sánchez cayeron abatidos por efectivos oficiales en incidentes separados.
Posteriormente, la investigación se amplió en busca de los organizadores y autores intelectuales del asesinato. Hacia agosto de 2005 las autoridades venezolanas habían detenido a Giovanni José Vásquez de Armas, un antiguo miembro confeso de las Autodefensas Unidas de Colombia (AUC), la organización colombiana paramilitar de extrema derecha. En el testimonio jurado del 29 de agosto de 2005, Vásquez de Armas declaró que había participado en dos reuniones para planificar ataques en contra de altos miembros del gobierno venezolano. 
La credibilidad de este testigo clave entró en duda después de que se descubriera que tenía antecedentes penales en su nativa Colombia por fraude de identidad y no era el psiquiatra que había dicho ser. Documentación de procedencia incierta había sido difundida y mostraba que Vásquez de Armas cumplía condena en una de prisión en Santa Marta, Colombia, durante el mismo periodo de tiempo en el que aseguró haber sido testigo de la planificación del asesinato del fiscal Anderson por algunos líderes de la oposición venezolana. El fiscal general para ese momento, Isaías Rodríguez, prohibió difundir información sobre el caso Anderson a la prensa nacional que organizaba una investigación paralela sobre Vásquez de Armas mientras el caso se encontraba inconcluso. La prohibición de hablar de la vida privada y la presunta falta de fiabilidad de Vásquez fue levantada en agosto de 2006. Su testimonio ha sido sumamente polémico ya que directamente implica a algunas de las principales figuras de la oposición venezolana, aunque ha modificado sus declaraciones en varias oportunidades. El mismo fiscal general ha dicho que no se debe creer completamente en todo lo que haya atestiguado. De todos modos, sobre la base de su testimonio, fueron emitidas órdenes para la detención de la periodista Patricia Poleo, el empresario Nelson Mezerhane, el general retirado Eugenio Áñez Núñez y Salvador Romaní. Mezerhane, Áñez y Romaní se entregaron a las autoridades y se les concedió la libertad bajo fianza en diciembre de 2005. Poleo no se presentó a las autoridades.
El 20 de diciembre de 2005, Otoniel y Rolando Guevara fueron sentenciados a 27 años y nueve meses en prisión, su hermano Juan Bautista fue sentenciado a 30 años de prisión. Caraballo Anderson, la hermana de Danilo, aseguró que el asesino de su hermano estaba entre las personas ligadas al gobierno que cargaron su urna.
La investigación sobre quiénes fueron los autores intelectuales en el asesinato de Anderson se ha convertido en uno de los asuntos más controvertidos en la política venezolana actual. Periodistas de algunos medios de comunicación opositores al gobierno han divulgado informes con numerosas irregularidades en la investigación. Según los informes, Anderson estaba envuelto en una red de extorsión que apuntaba a banqueros y otras figuras opositoras; estas personas habrían cancelado una determinada suma de dinero para ser excluidos de la investigación sobre los hechos del 11 de abril.
Estas investigaciones han sido rechazadas por la mayoría de los familiares y personas cercanas al fiscal Anderson así como por el gobierno. En su momento, la oposición denunció que tres fiscales asignados a la investigación del asesinato de Anderson fueron acusados de participar en la mencionada red de extorsión. Isaías Rodríguez fue responsabilizado por los opositores de convertir la investigación del asesinato de Anderson en una cacería de brujas con tintes políticos, usando el caso para acosar a opositores al gobierno. Rodríguez negó estas acusaciones.
En 2012, Isaías Rodríguez, como exfiscal, expone sobre el caso que las pruebas fundamentales están en Colombia; e incluso afirma que el gobierno de Álvaro Uribe y su fiscal torpedearon el sano curso de la investigación. "Las pruebas están allí y puede servir para tratar de alimentar la investigación bien para estar conscientes de que puede avanzar o para cerrarla”, explicó.